# Friedrich Dreyse
Friedrich Wilhelm Dreyse (* 12. November 1874 in Nordhausen; † 1943; auch Fritz Dreyse) war ein deutscher Bankkaufmann und Vizepräsident der Reichsbank.

## Leben und Wirken
Als Sohn von Fritz Dreyse und dessen Ehefrau Emilie Dorrhauer besuchte er das Gymnasium in Nordhausen, wo er 1893 die Prüfung zum Abitur ablegte. Danach absolvierte er eine Ausbildung im Bankfach. Es folgte eine berufliche Tätigkeit in Nordhausen und in Halle (Saale) bei der Firma Reinhold Steckner.
Seine berufliche Bankpraxis vertiefte er durch theoretische Kenntnisse in Halle (Saale) und in Würzburg. Ab dem 23. Januar 1899 war er bei der Reichsbanknebenstelle in Krefeld angestellt. In der Reichsbanknebenstelle Sangerhausen war er ab dem Jahre 1908 im Vorstand tätig. Im Jahre 1916 wurde er nach Altenburg versetzt. Ab Mai 1919 wirkte er als Hilfsarbeiter im Direktorium der Reichsbank. 
Zum Reichsbankdirektor und Referenten des Direktoriums wurde er 1921 befördert. Ab 1924 gehörte er dem Direktorium der Reichsbank als Mitglied an. Als Vizepräsident Carl Kaufmann 1926 die 
Reichsbank verließ, nahm er ab dem 3. Dezember 1926 die Position des Vizepräsidenten der Reichsbank ein und gehörte damit auch dem Generalrat der Reichsbank an. Eine weitere Funktion übte er als Kommissar der Reichsbank bei der Deutschen Rentenbank aus. Im Jahre 1935 wohnte er in Berlin-Dahlem am Vogelsang 13. 
Als Hjalmar Schacht am 7. Januar 1939 in einem Brief an Hitler eine Warnung schickte, die extensive Finanzpolitik fortzuführen, hatte das am 20. Januar 1939 den Rücktritt von Schacht, Dreyse, Ernst Hülse und danach den anderen Mitgliedern des Direktoriums der Reichsbank – Karl Blessing, Carl Ehrhardt und Wilhelm Vocke – zur Folge.

## Ämter
- stellvertretender Vorsitzender der Golddiskontbank
- 1936 stellvertretender Vorsitzender des Aufsichtsrats für das Kreditwesen
- 1939–1943 stellvertretender Aufsichtsratsvorsitzender der Dresdner Bank